# Out of Time (singel)
Out of Time är den brittiska alternativa rockgruppen Blurs tjugofjärde singel, utgiven den 14 april 2003. Som bäst nådde singeln plats 5 på brittiska topplistan. Detta var första singeln som hämtades från albumet Think Tank. 

## Låtlista
Samtliga låtar är skrivna av Albarn/James/Rowntree utom The Outsider (Albarn/Coxon/James/Rowntree)
- CD och 7"

1. "Out of Time"
2. "Money Makes Me Crazy" (marrakech mix)

- Japansk CD

1. "Out of Time"
2. "Money Makes Me Crazy" (marrakech mix)
3. "Tune 2"
4. "Don't Be"
5. "The Outsider"
6. "Out of Time" (video)
7. "Crazy Beat" (video)

- DVD

1. "Out of Time" (Video)
2. "Money Makes Me Crazy" (marrakech mix)
3. "Tune 2"